# Catherine Goldstein
Catherine Goldstein (París, 5 de juliol de 1958) és un matemàtica i historiadora de les matemàtiques francesa. És filla del poeta i filòsof Isidore Isou.

## Biografia
Va estudiar del 1976 al 1980 a l'École normale supérieure de jeunes filles (promoció del 1976, agregació de matemàtiques el 1978) i el 1981 va defensar a la Universitat de París Sud (Orsay) una tesi dirigida per John H. Coates (Funcions L p-àldiques i teoria d'Iwasawa). Va treballar des del 1980 com a investigadora a la Universitat de París Sud i des del 2003 és directora de recerca a l'Institut de Matemàtiques Jussieu. El 1995-96 i el 1998 va ser professora visitant a l'Institut Max-Planck d'Història de les Ciències de Berlín.
Catherine Goldstein va començar la seva carrera amb la teoria de nombres. Des dels anys noranta, ha treballat principalment en la història d'aquesta teoria i els seus actors principals, com ara Fermat, Hermite i Gauss.
Com altres tres investigadors francesos, va ser ponent plenària al Congrés Internacional de Matemàtics de 2018 (Rio de Janeiro).

## Obra publicada
No exhaustiva
- « L'un et l'autre : pour une histoire du cercle » i « Le métier des nombres aux XVIIe et XIXe siècles » a Michel Serres (dir.), Bordas (1a edició el 1989).
- « Algebra in der Zahlentheorie von Fermat bis zu Lagrange », A Erhard Scholz,, B.I. Wissenschaftsverlag, 1990.
- « L'Europe mathématique » Catherine Goldstein (dir.), Jeremy Gray (dir.) I Jim Ritter (dir.),, Éditions de la Maison des sciences de l'homme, 1996.
- Un théorème de Fermat et ses lecteurs (ed. francesa) i Histoires de science (ed. anglesa). Presses Universitaires de Vincennes, Saint-Denis 1995, 232 p., (ISBN 2-910381-10-2).
- The Shaping of Arithmetic after C. F. Gauss's Disquisitiones arithmeticae de Catherine Goldstein, Norbert Schappacher i Joachim Schwermer.